# Listwienicznyj (Chanty-Mansyjski Okręg Autonomiczny – Jugra)
Listwienicznyj (ros. Лиственичный) – osiedle w Rosji, w Chanty-Mansyjskim Okręgu Autonomicznym – Jugrze administracyjnie podlegającym obwodowi tiumeńskiemu, w rejonie kondinskim. W 2010 liczyło 831 mieszkańców.